# 贝勒维拉蒙塔涅
贝勒维拉蒙塔涅（法語：Bellevue-la-Montagne，法語發音：[bɛlvy la mɔ̃taɲ]）是法国上卢瓦尔省的一个市镇，位于该省中北部，属于勒皮区。

## 地理
贝勒维拉蒙塔涅（45°13'14"N, 3°49'12"E）面积32.74 平方千米，位于法国奥弗涅-罗讷-阿尔卑斯大区上盧瓦爾省，该省份为法国中南部省份，北起多姆山省和卢瓦尔省，西接康塔爾省，南至洛泽尔省，东临阿尔代什省。
与贝勒维拉蒙塔涅接壤的市镇（或旧市镇、城区）包括：塞欧达莱格尔、绍姆利、费利讷、蒙莱、圣波利安附近圣热内、圣皮埃尔迪尚、沃雷。

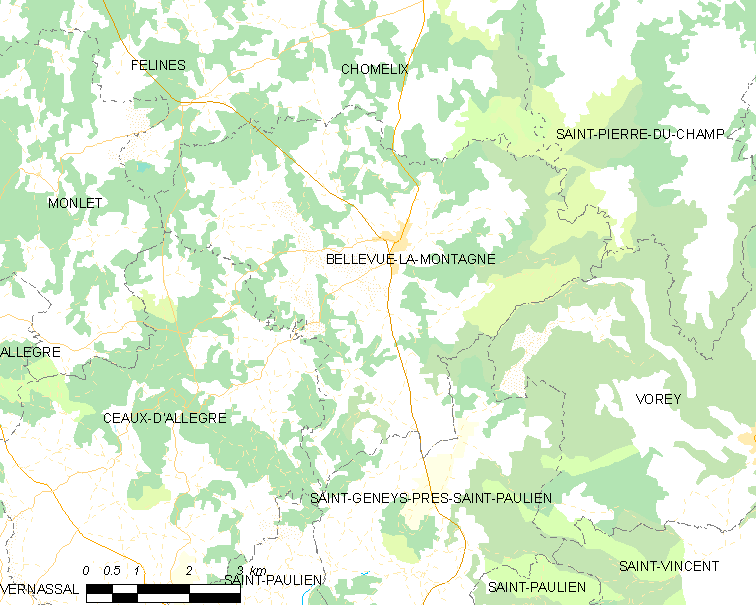
贝勒维拉蒙塔涅的OSM定位图

贝勒维拉蒙塔涅的时区为UTC+01:00、UTC+02:00（夏令时）。

## 行政
贝勒维拉蒙塔涅的邮政编码为43350，INSEE市镇编码为43026。

## 政治
贝勒维拉蒙塔涅所属的省级选区为圣波利安县。

## 人口

1962-2008年间贝勒维拉蒙塔涅人口变化图示

贝勒维拉蒙塔涅于2022年1月1日时的人口数量为448人。